# Scaphinotus behrensi
Scaphinotus behrensi är en skalbaggsart som beskrevs av Hans Roeschke. Scaphinotus behrensi ingår i släktet Scaphinotus och familjen jordlöpare. Inga underarter finns listade i Catalogue of Life.